# Меґан Неєр
Меґан Неєр (англ. Megan Neyer, 11 червня 1962) — американська стрибунка у воду.
Чемпіонка світу з водних видів спорту 1982 року.
Призерка Панамериканських ігор 1987 року.